# Minihy-Tréguier
Minihy-Tréguier (tiếng Breton: Ar Vinic'hi) là một xã của tỉnh Côtes-d’Armor, thuộc vùng Bretagne, tây bắc Pháp.